# Itasca State Park
Der Itasca State Park ist der älteste State Park im US-Bundesstaat Minnesota und bildet die Wasserscheide zwischen den nach Norden und den in den Golf von Mexiko strömenden Gewässern. 1965 wurde die Itasca Natural Area im Park als National Natural Landmark eingetragen.
Der Itasca State Park ist 130 km² groß und in ihm liegen über 100 Seen. In dem Park entspringt der Mississippi River aus dem See Itasca. Der See liegt 447 m ü. NN.
Der Itasca wurde am 13. Juli 1832 erstmals von Weißen gesichtet und als Quelle des Mississippi erkannt.

## Verweise
1. ↑  Archivierte Kopie (Memento des Originals vom 6. Mai 2009 im Internet Archive)  Info: Der Archivlink wurde automatisch eingesetzt und noch nicht geprüft. Bitte prüfe Original- und Archivlink gemäß Anleitung und entferne dann diesen Hinweis.